# S-Töpfer (Schuwalow-Maler)

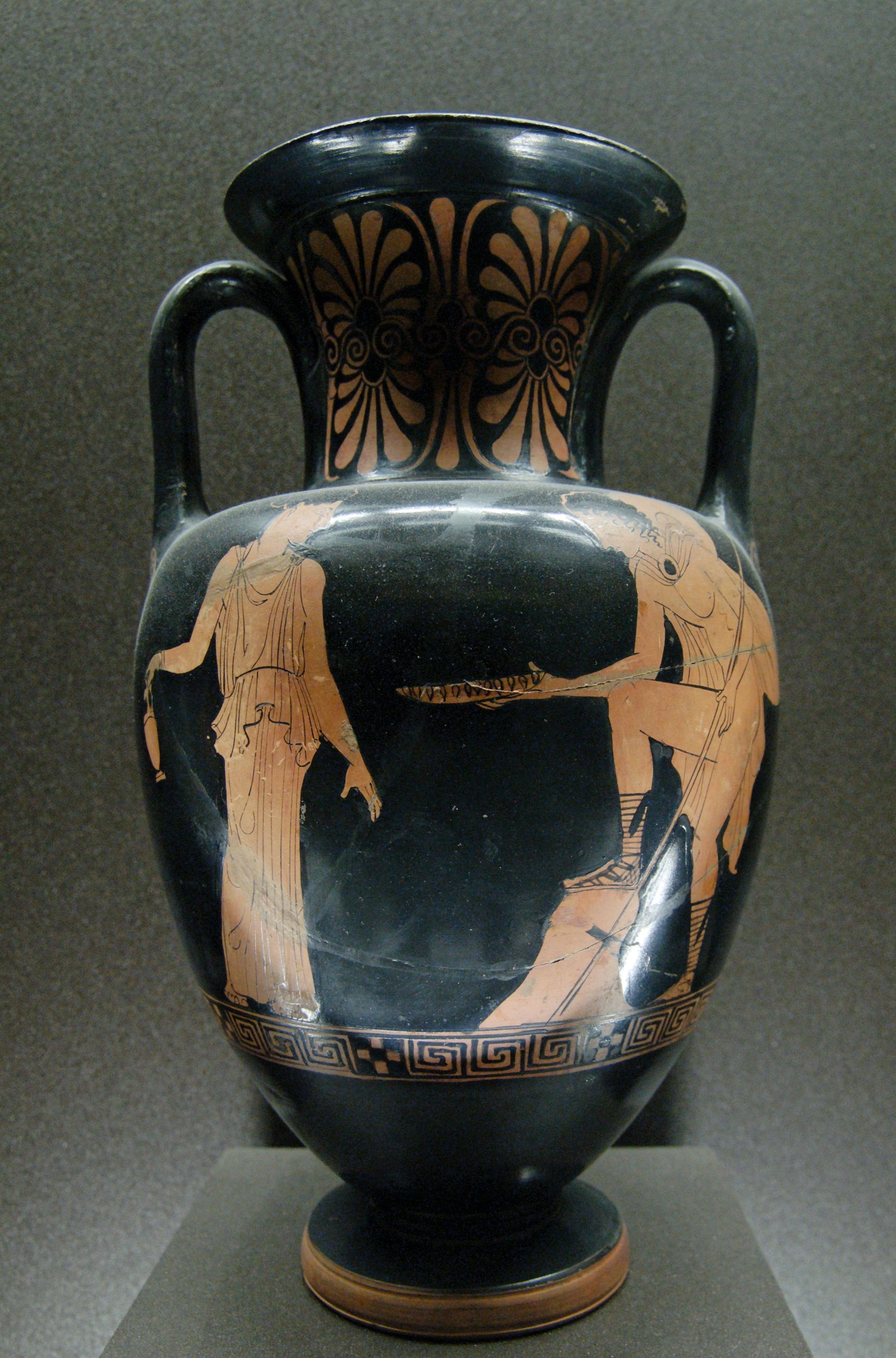
Mädchen begrüßt einen heimkehrenden Wanderer, Halsamphora des S-Töpfers mit Bemalung des Schuwalow-Malers, um 435/430 v. Chr.

Mit dem Notnamen S-Töpfer wird in der archäologischen Forschung ein nicht namentlich bekannter Töpfer aus der Zeit zwischen 440 und 410 v. Chr. genannt.
Der S-Töpfer bekam seinen Notnamen von der Archäologin Adrienne Lezzi-Hafter nach dem Schuwalow-Maler, der einen nennenswerten Anteil der dem S-Töpfer zugewiesenen Werke bemalt hatte. Die Werke, bei denen es sich vor allem um Oinochoen, aber auch Hydrien, Amphoren und Peliken aus der Zeit zwischen 440 und 410 v. Chr. handelt, wurden aufgrund besonderer Formgebung der Mündungen und Vasenfüsse einer Töpferhand zugewiesen. Die Gefäße, die er fertigte und die nicht Kannen waren, versah er dennoch mit Füßen und Mündungen von Oinochoen. Die Formen des S-Töpfers erinnern an den Töpfer einer Kanne im Metropolitan Museum of Art in New York (Inventarnummer 06.1021.189), die der Mannheimer Maler verziert hatte. Nach dem Mannheimer Maler nannte ihn Lezzi-Hafter M-Töpfer. Wegen der Formenähnlichkeiten, und weil der Mannheimer Maler ein älterer Werkstattgenosse des Schuwalow-Malers war, ist anzunehmen, dass der S-Töpfer Schüler und zeitweise Mitarbeiter des Töpfers der Kanne aus New York war. Neben dem Schuwalow-Maler verzierten unter anderem auch der Maler von London E 208, der Alexandre-Maler, der Eretria-Maler, Aison, Polion, der Maler von München 2335, der Maler von Louvre G 443 und Maler der Owen-Gattung Vasen des Keramikers.